# Jimmy Stolk
Jimmy Leonard Stolk is een Surinaamse oud-militair en ondernemer. Hij was verdachte in het proces inzake de Decembermoorden maar werd eind 2019 vrijgesproken.
Stolk was werkzaam als militair in het Surinaamse leger en was in 1982 hoofd van de penitentiaire inrichting, en lid van de krijgsraad. Hij zou, volgens eigen zeggen in opdracht van de legerleiding, althans van Paul Bhagwandas, de veroordeelde militair Jiwansingh Sheombar in de Santo Boma gevangenis uit zijn cel hebben gehaald en hem in zijn eigen auto hebben overgebracht naar Fort Zeelandia, waar Sheombar even later werd vermoord. Na de Decembermoorden bleef Stolk in dienst.
Tijdens een verhoor in het kader van het Decembermoorden-proces verklaarde Stolk dat hij anders zou hebben gehandeld als hij had geweten wat er ging gebeuren met de mensen die hij moest ophalen.

Op 28 juni 2017 verwees de auditeur-militair Roy Elgin bij de Surinaamse krijgsraad naar het verhoor en vroeg hij vrijspraak voor Stolk. Volgens Elgin ging het bij de opdracht van Bhagwandas om een dienstbevel en had Stolk destijds geen andere keus gehad dan dit op te volgen.
Op 29 november 2019 werd Stolk door de krijgsraad vrijgesproken.